# Solidarité rurale du Québec
 (décembre 2020).
Solidarité rurale du Québec était une organisation non gouvernementale québécoise sans but lucratif ayant pour mission de « promouvoir la revitalisation et le développement du monde rural, de ses villages et de ses communautés, de manière à renverser le mouvement de déclin et de déstructuration des campagnes québécoises ». L'organisme fut fondé en 1991 par Jacques Proulx, alors président de l'Union des producteurs agricoles du Québec, et 25 membres fondateurs lors des États généraux du monde rural de Montréal, en 1991. Jacques Proulx a quitté la présidence de l'organisme en mars 2008 et a été remplacé par Claire Bolduc, jusqu'à son départ en 2016 .
Son président est Marcel Groleau depuis le 3 juin 2016,,

## Histoire
L'association perd 75% de son budget en 2014, après des compressions du gouvernement provincial. Depuis, l’organisme est principalement sous la responsabilité de l’Union des producteurs agricoles (UPA), à son siège social de Longueuil. 